# Monocentrus altus
Monocentrus altus är en insektsart som beskrevs av Boulard 1971. Monocentrus altus ingår i släktet Monocentrus och familjen hornstritar. Inga underarter finns listade i Catalogue of Life.